# ديف برايس
ديف برايس (بالإنجليزية: Dave Price)‏ هو صحفي أمريكي، ولد في 1962.